# Nesotragus
Nesotragus — рід антилоп, що складається з двох видів, ендемічних для Африки, які раніше, але неправильно вважалися синонімом аналогічного роду Neotragus. Недавні дослідження нуклеїнових кислот демонструють, що два види Nesotragus не тісно пов’язані з родом Neotragus. Члени Nesotragus є представниками Nesotragini і більш тісно пов'язані з імпалою. Наукова назва походить від грецького νῆσος (nêsos), «острів», і τράγος (trágos), «козел», мабуть, у зв’язку з місцем проживання виду антилоп у вологих тропічних лісах.